# Walter Bathe
Walter Bathe (Proboszczów (gemeente Pilgramsdorf), 1 december 1892 – ?, 21 september 1957) was een Duits zwemmer. Hij nam deel aan de Olympische Zomerspelen van 1912 in Stockholm en behaalde daarbij twee gouden medailles.

## Biografie
Bathe startte met zwemmen op achtjarige leeftijd.
In 1910 zwom Bathe tweemaal een wereldrecord op de niet-olympische 100 meter schoolslag.
Tijdens de Olympische Zomerspelen van 1912 won Bathe de gouden medaille op de 200 en 400 meter schoolslag. Bathe zwom wedstrijden tot en met 1930. Aan de Olympische Spelen van 1920 en 1924 mocht hij niet deelnemen vanwege de rol van zijn vaderland tijdens de Eerste Wereldoorlog.
In 1970 werd hij opgenomen in de International Swimming Hall of Fame.
- Gemeinsame Normdatei: 1063655897
- Virtual International Authority File: 312620807

1908: Fred Holman ·
1912: Walter Bathe ·
1920: Håkan Malmrot ·
1924: Bob Skelton ·
1928: Yoshiyuki Tsuruta ·
1932: Yoshiyuki Tsuruta ·
1936: Tetsuo Hamuro ·
1948: Joe Verdeur ·
1952: John Davies ·
1956:  Masaru Furukawa ·
1960: Bill Mulliken ·
1964: Ian O'Brien ·
1968: Felipe Muñoz ·
1972: John Hencken ·
1976: David Wilkie ·
1980: Robertas Žulpa ·
1984: Victor Davis ·
1988: József Szabó ·
1992: Mike Barrowman ·
1996: Norbert Rózsa ·
2000: Domenico Fioravanti ·
2004: Kosuke Kitajima ·
2008: Kosuke Kitajima ·
2012: Dániel Gyurta ·
2016: Dmitri Balandin ·
2020: Zac Stubblety-Cook ·
2024: Léon Marchand